# Cristianesimo calcedoniano
Il Cristianesimo calcedoniano è il nome di quelle Chiese cristiane, e delle relative teologie, che accettano le conclusioni del Concilio di Calcedonia del 451 riguardo alla relazione tra la persona umana e quella divina di Gesù Cristo: il Credo calcedoniano afferma, infatti, che l'umanità e la divinità di Gesù sono due nature e che l'ipostasi del Logo sussiste perfettamente in entrambe.
A seguito del Concilio di Calcedonia, infatti, si ebbe uno scisma tra le Chiese che accettavano i risultati del Concilio e quelle che invece li rigettavano; nel primo gruppo rientrarono le Chiese che restarono in comunione con Roma, Costantinopoli e con i tre patriarcati greci d'Oriente (Alessandria, Antiochia e Gerusalemme); nel secondo confluirono le Chiese non-calcedoniane, che formarono dunque il Cristianesimo ortodosso orientale.
All'interno delle Chiese non-calcedoniane, nel corso dei secoli, si sono verificati degli scismi: una parte della comunità è ritornata  nell'ambito del Cristianesimo calcedoniano. Oggi le Chiese orientali calcedoniane sono:
- le Chiese di rito liturgico antiocheno o siriaco occidentale: Chiesa maronita, Chiesa cattolica sira, Chiesa cattolica siro-malankarese;
- le Chiese di rito liturgico siriaco orientale: Chiesa cattolica caldea, Chiesa cattolica siro-malabarese;
- la Chiesa armeno-cattolica, di rito liturgico armeno;
- le Chiese di rito liturgico alessandrino: Chiesa cattolica copta, Chiesa cattolica eritrea, Chiesa cattolica etiope.